# The Books of Knjige — Случајеви правде
The Books of Knjige — Случајеви правде је црногорски криминалистички и комични филм из 2017. године.
Главне улоге у филму тумаче чланови црногорске хумористичко-музичке и телевизијске организације The Books of Knjige. Филм је режирао Зоран Марковић, а сценарио је писао Александар Радуновић Попај.
Филм је остварење истоимене црногорске музичко-хумористичке групе The Books of Knjige, а премијерно је приказан на Филмском фестивалу у Херцег Новом, а потом на Сарајевском филмском фестивалу, где је окарактерисан као комедија која помера границе и најбруталнија крими-комедија од пропадања Југославије.

## Радња
Главни актери филма су неспособни и корумпирани инспектори Рајко (Горан Вујовић) и Душан Мачек (Веселин Гајовић). Они раде на случају двоструког убиства, али их њихова неспособност води у пропаст.

## Улоге
| Глумац                     | Улога                    |
| -------------------------- | ------------------------ |
| Веселин Гајовић            | Душко Мачек              |
| Горан Вујовић              | Рајко                    |
| Александар Радуновић Попај | господин Јакетић         |
| Сејдо Алијај               | Мион Јанкетић            |
| Зоран Марковић             | Фелис                    |
| Љубо Каличанин             | Субаша                   |
| Никола Пејаковић           | Лабрадор                 |
| Тихана Ћулафић             | Марија                   |
| Младен Стојановић          | достављач хране          |
| Изудин Бајровић            | начелник Бацовић         |
| Зенит Ђозић                | инспектор Растуковина    |
| Небојша Глоговац           | Бледи Глобичић Прокопник |
| Зоран Кесић                | Кретен са телевизије     |
| Ненад Петрановић Бадањ     | Мики                     |
| Стефан Бундало             | Данте                    |

Остале улоге ▼
| Глумац            | Улога             |
| ----------------- | ----------------- |
| Омар Бајрамспахић | Бориша            |
| Момо Пићурић      | поп               |
| Маја Стојановић   | комшиница         |
| Павле Поповић     | полицајац Радош   |
| Дејан Дедовић     | полицајац репер   |
| Зоран Максимовић  | купац дроге       |
| Бранка Станић     | медицинска сестра |